# 本特利 (漢普郡)
本特利（英語：Bentley）是英格蘭漢普郡東漢普區的村莊與民政教區。該教區面積為2,299英畝（9.30平方）。該村莊剛好位於連接薩里郡法納姆與奧爾頓之間的A31公路，距法納姆西方約8公里（5英里）遠，距奧爾頓東方約10公里（6英里）。該地的火車站距離南方的賓斯特德民政教區約1.6公里（1英里）。
該村莊有2個客棧：The Star與The Bull。

## 藝廊

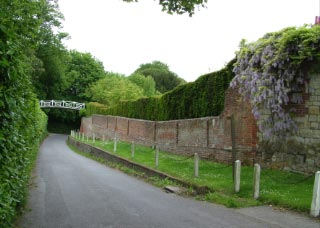
洞巷（Hole Lane）
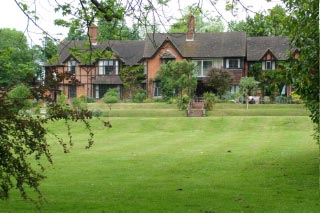
帕克斯山莊
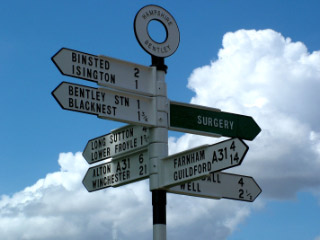
本特利的路標